# 하룻 그리고리안
하룻 그리고리안(Harut Grigorian)(1989년 3월 24일 ~ )은 아르메니아의 킥복서, 복서이다.
킥복싱 단체 잇츠 쇼타임에서 서두원을 이긴 것으로 국내에서 유명하다.

## 기타
- 이름이 하룻 그리고리안(Harut Grigorian)인데, 국내에서 하룻 그레고리안으로 잘 못 알려져있다.